# Niendorf bei Berkenthin
Niendorf bei Berkenthin é um município da Alemanha, distrito de Lauenburg, estado de Schleswig-Holstein.